# Nikephoros II. (Patriarch)
Nikephoros II. (griechisch Νικηφόρος Β΄; † 1261) war Patriarch von Konstantinopel 1260–1261.

## Leben
Nikephoros war Metropolit von Ephesos. 1260 wurde er nach dem Rücktritt von Arsenios Autoreianos Patriarch von Konstantinopel. Über seine Amtszeit gibt es keine Nachrichten.
Er starb Anfang 1261, angeblich am Tag der Rückeroberung von Konstantinopel. Arsenios Autoreianos übernahm danach wieder das Amt.